# Wales (Maine)
Wales è un centro abitato (town) degli Stati Uniti d'America, situato nella Contea di Androscoggin nello Stato del Maine. Nel censimento del 2010 la popolazione era di 1.616 abitanti.

## Geografia fisica
Secondo i rilevamenti dell'United States Census Bureau, la località di Wales si estende su una superficie di 49,59 km².